# اندیس کوه زندان
کوه زندان یک اندیس فلزی است که در حوالی شهر میناب استان هرمزگان قرار دارد و مادهٔ معدنی موجود در آن، مس است.سنگ میزبان این اندیس آمیزه رنگین است و دیرینگی آن به دوران کرتاسه بالایی می‌رسد. در این اندیس، پاراژنز‌های اپیدوت، کرومیت یافت می‌شوند.